# Slaget om Nöteborg
Slaget om Nöteborg ägde rum mellan 26 september och 11 oktober 1702.
Belägringen var en av de första i det Stora nordiska kriget, där ryska styrkor intog det svenska fortet Nöteborg, senare i oktober namnändrat till Schlüsselburg.
Med avsikt att storma och inta det svenska fortet samlade Peter I en styrka på upp mot 35 000 man och marscherade i tio dagar tills han kom fram. Cirka 12 500 av dessa män placerades på stranden av floden Neva där de slog läger till den 25 september, då styrkan på order av Peter I började tåga mot Nöteborg. Efter att den svenske befälhavaren Gustaf Wilhelm von Schlippenbach vägrat överlämna fortet blev de svenska soldaterna omedelbart beskjutna av ryskt tungt artilleri. Ryssarna började kort därefter försöka inta fästningen med hjälp av en stormning, men de misslyckades och led stora förluster. Dock ska de ha gjort tillräckligt stor skada på de mycket färre svenskarna för att tvinga dem att överlämna Nöteborg den 11 oktober 1702.
Efter att ha tagit kontroll över fortet började Peter I omedelbart med återuppbyggandet av den förstörda fästningen, och bytte kort därefter fästningens namn till Schlüsselburg.

## Det svenska försvaret
I försvaret av Nöteborg den 25 september deltog en svensk styrka på ungefär fyrahundra soldater, med etthundrafyrtiofyra kanoner av mindre kaliber, under befäl av den gamle översten Gustaf Wilhelm von Schlippenbach. Han var bror till den svenske generalen Wolmar Anton von Schlippenbach, dåvarande befälhavaren över Livland. Bara några dagar innan stormningen anlände ytterligare femtio svenska soldater som förstärkning, med specialutbildning till grenadjärer under befäl av Major Leyon, som skulle komma att spela en stor roll i försvaret av Nöteborg. När han anlände med sina femtio grenadjärer var fästningen helt isolerad av de ryska styrkorna och huvudingångarna stängda. Soldaterna fick då med hjälp av kvällsmörkret försöka ro över till ön som fortet låg på, och smyga till ett av tornen, där ska Leyon med hjälp av de trupper som funnits inuti fästningen kunnat ta sig upp med linor. Väl inne fick han chockerande information; det återstod nu bara tvåhundratjugofem krigsdugliga av de fyrahundra ursprungliga soldaterna som försvarat fortet, resten var antingen sjuka, döda eller skadade av fiendens artillerield som pågått sedan den 2 oktober.

## Fortets uppbyggnad
Fortet bestod av en 8,5 meter hög och 4,3 meter tjock stenmur, med sju torn. Åt nordost innanför murarna stod ett slott, vilket också var omgivet av en stenmur och 3 torn. Huvudförsvaret av fortet var i själva verket floden Neva och Ladogasjön vilka omslöt fortet. På den högra stranden av Neva, omkring 2700 meter från huvudfästningen fanns en mindre befästning i vilket en annan svensk garnison fanns för att kunna kommunicera och transportera förnödenheter över floden till huvudfortet.

## Belägringen

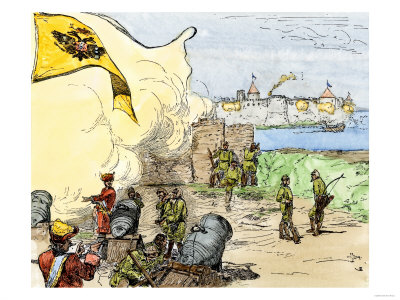
En senare illustration av belägringen

Med en styrka på upp mot 12 500 soldater marscherade Peter I och hans armé för att belägra det svenska fortet Nöteborg, som ursprungligen blivit anlagd av svenskarna under Torgils Knutsson 1299, men redan 1301 gått förlorad till Republiken Novgorod. I rysk historieskrivning sägs den ha anlagts av knjaz (prins) Jurij Danilovitj av Novgorod. Namnet Nöteborg är härlett från ryskans Opex [arech] som betyder nöt eller kärna, och kan komma från att hasselbuskar var vanliga på ön.
Några dagar efter att ha anlänt till Nöteborg sände Peter fyrahundra soldater från Preobrazhenskyregementet för att rensa området runt fortet och hålla positioner närmare det för att förbereda för den ryska huvudstyrkan. Trupperna förstörde två svenska spaningsbåtar, men blev genast beskjutna från fortet. Detta stoppade dock inte ryssarna från att utföra arbetet med förberedelserna inför belägringen och de förlorade endast en man. Dagen därpå anlände resten av Preobrazhensky- och Semenovskyregementena.

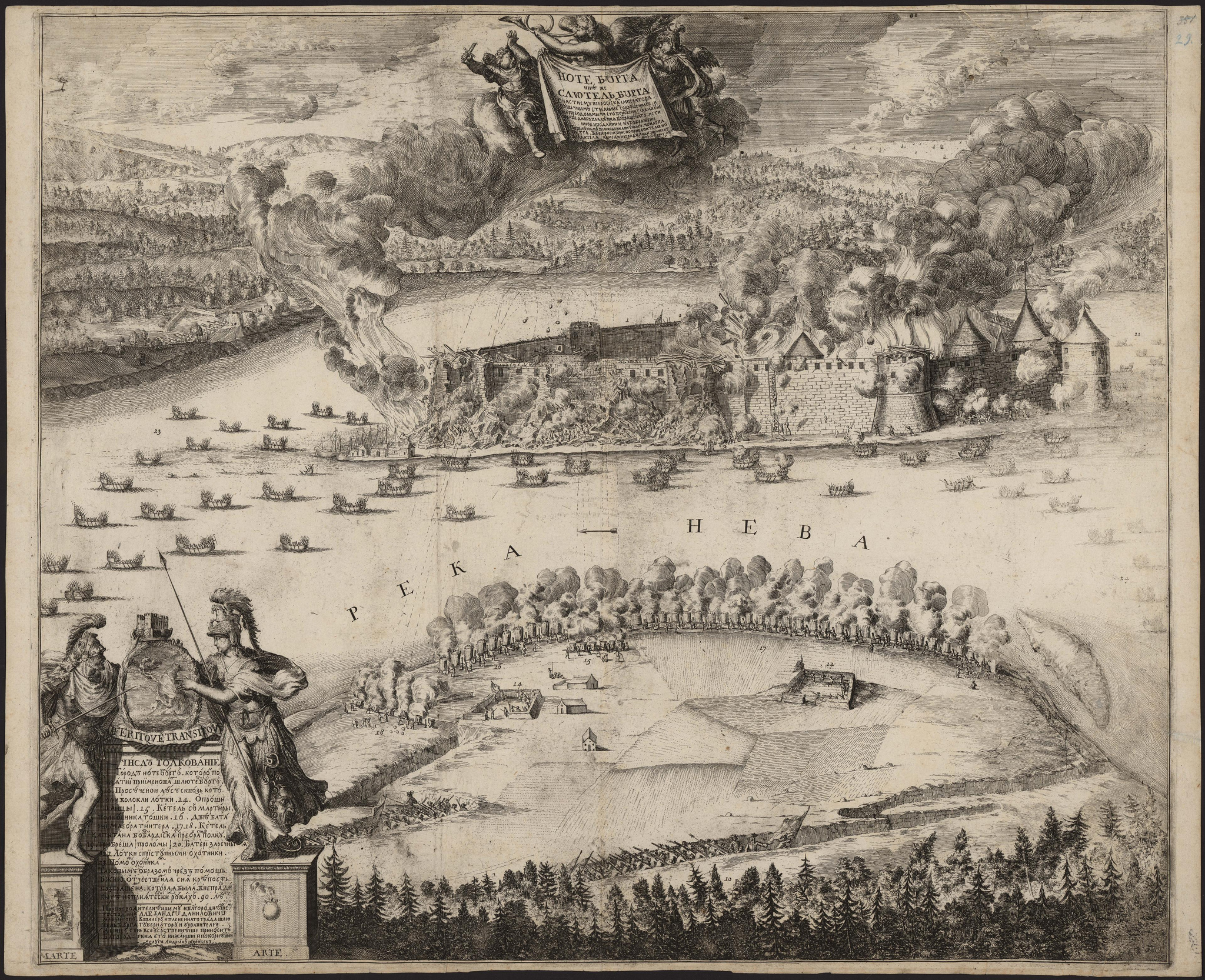
En gravyr av belägringen av A Schoonebeek, 1703

Resten av ryssarna tog positioner på båda sidor av floden Neva den 26 september, och var under de följande dagarna upptagna med att förbereda artilleriet, som blev klart den 1 oktober. Beskjutningen av fortet började den 2 oktober. 
Preobrazhenskyregementet fick uppdraget att erövra och säkra den andra fästningen vid Nevas strand. Klockan fyra på morgonen den 1 oktober drog regementet framåt, med Tsaren som befälhavare, på den bortre stranden av floden. Det blev ett framgångsrikt anfall och ryssarna lyckades inta den andra befästningen utan något större motstånd. Därefter började arbetet med att anlägga fler belägringskonstruktioner och så småningom var Nöteborg belägrat från alla håll, försvararna var nu omringade och isolerade. Med hjälp av en flotta av små båtar som de tog ner från ån Svir genom sjön Ladoga blev blockaden av fortet framgångsrik och ett brev om kapitulation skickades nu till den svenske befälhavaren von Schlippenbach. von Schlippenbach svarade med begäran om en fyra dagars väntan, vilket han under tiden skulle fråga General Arvid Horn som var hans överman, som för tillfället befann sig i Narva, om det fanns alternativ till kapitulering. Men den 11 oktober öppnade den ryska styrkan eld mot Nöteborg eftersom de inte omedelbart kapitulerat, vilket var Peter I's plan, tid var något han inte kunde slösa under sin Svenska stridskampanj.
Den 3 oktober sände von Schlippenbachs hustru ett brev till den ryske fältmarskalken och frågade om alla soldatfruar kunde få tillåtelse att lämna fortet. Peter I som inte ville förlorad tid svarade att de skulle få fri passage ut ur fästningen om deras makar följde med dem.
Den 4 oktober tog trehundra ryska soldater några öar som låg närmre svenskarnas ännu inte erövrade fort.

## Stormningen av fortet
Den 9 oktober började förberedelserna inför stormningen av fortet. Belägringsstegar distribuerades och officerarna blev tillsagda om när och var fortet skulle att stormas. Peter I beslutade, den elfte oktober, att han själv skulle leda anfallet. 
Klockan ett, morgonen därpå, bröt en eld ut i fortet. Det var några hus som antändes av en "eld-boll" skjuten från en av ryssarnas kanoner. Ryssarna som skulle anfalla fästningen väntade i sina landstigningsbåtar två mil från Nöteborg. Klockan halv tre avfyrades några av det tyngsta kanonerna, vilket var signalen att anfalla.
Svenskarna hade då nittiofem soldater placerade vid delen av kyrkoruinerna under befäl av Majoren Leyon, ytterligare sjuttiofem soldater i delen av källarruinerna under befäl av majoren Charpentier, dessa båda låg nära varandra, medan resten av soldaterna var utspridda på murarna och i tornen där anfall antogs komma. Ryssarna blåste nu till det första anfallet, passerade ån i sina landstigningsbåtar förberedda med belägringsstegar och soldater Under konstant beskjutning från både musköter och kanoner gjorde de ett försök att klättra över de förstörda ställen på muren vilka de ryska kanoner hade öppnat upp, det hade bildats tre ingångar. Men så småningom blev de tillbakadriva av de färre svenskarna, mesta tack vare de femtio grenadjärerna som anlänt tidigare till undsättning, och tvingades till reträtt.
I det andra och sista anfallet mot fortet deltog även soldater från preobrazhensky- och semenovskyregementena, som anlände till ön med nya belägringsstegar kortare än de förra för att göra soldaterna så snabba och flexibla som möjligt. Det visade sig att stegarna var för korta, men attacken fortsatte. Sprickor och trånga utrymmen i den fallna muren blockerade ryssarna och trängde fast infanteriet, som blev lätta måltavlor för svenska muskötkulor och granater. Ryssarna fick i och med detta stora förluster. Den ryska majoren Andrei Karpov blev lindrigt skadad under stormningen, och Peter bestämde sig då för att omedelbart blåsa av attacken, dock så nådde aldrig ordern fram till frontlinjerna.
Det finns även en annan teori till varför ordern inte verkställdes, nämligen att Mikhail Golitsyn som fick ordern om reträtt vägrade att slutföra denna. Och att han i och med detta ska ha givit order om att landstigningsbåtarna skulle tas tillbaka till ryssarnas strand, och tvinga sina soldater till två alternativ, antingen dö eller inta fästningen och leva.

## Svensk kapitulation och efterdyning

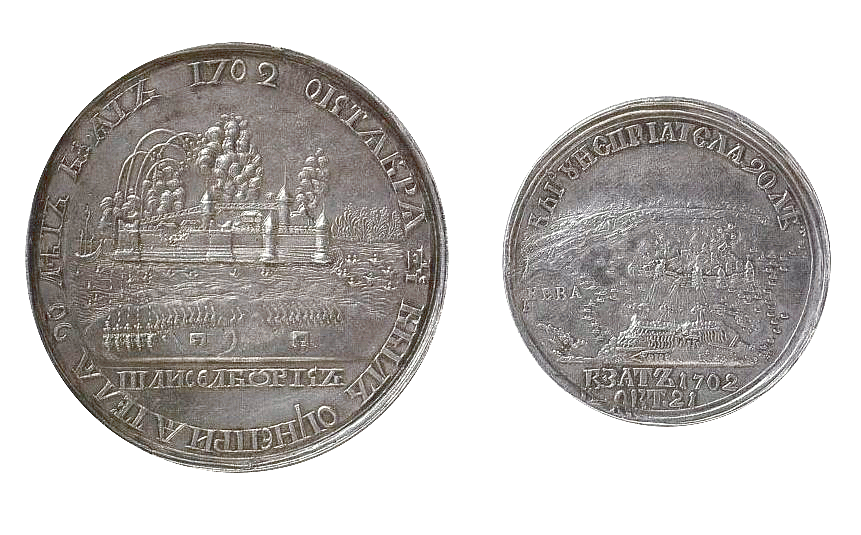
Utmärkelser av ryska silvermedaljer

Försöken att inta fästningen av de ryska trupperna pågick i en tretton timmar lång strid, i vilken svenskarna lyckats hålla ryssarna bort och slå tillbaka dem, gång på gång. Därefter skickades ett nytt kapitulationsbrev till von Schlippenbach. von Schlippenbach såg sig omkring, räknade manskap samt ammunition. Han kom fram till att det inte fanns nog med krigsdugliga soldater kvar för att motstå en till attack och ammunitionen var nästan slut. von Schlippenbach gick med på kapitulationen på ärofyllda krav, och hela hans garnison på åttiotre krigsdugliga och 156 skadade soldater och fyra kanoner fick lämna fortet. 138 kanoner lämnades kvar till ryssarna.
Cirka 6 540 kanonkulor hade skjutits mot fästningen under belägringen, och Peter började genast med återuppbyggnaden av fortet. Kort därefter namngav han det Schlüsselburg (tyska för "Nyckelborg"), och hängde i den västra bastionen upp den nyckel han fått av befälhavaren, som symbol för att det här fortet var nyckeln till hela Neva. Efteråt när han varit i Sankt Petersburg, for han till Schlüsselburgfästningen den 22 oktober och firade övertagandet av Nöteborg. Menshikov, som ansågs ha visat stor militärisk kunskap blev guvernör av fortet.